# Бібліотека для молодіжи
«Ілюстрована бібліотека для молодежи, селян і міщанства» — український щомісячний дитячий журнал на Буковині.

## Заснування
Від того часу, як контроль над товариством «Руська Бесіда» перебрали народовці, було активізовано видавничий напрямок діяльності організації. В числі інших періодичних видань, з 1885 почали випускати щомісячник «Бібліотека для молодежи, селян та міщанства».
Видання було розраховане на дитячу аудиторію. Періодичність видання — один раз на місяць. Формат — невелика книжечка. Росповсюджувалось через шкільні бібліотеки.
Протягом всього періоду існування головним редактором був Омелян Попович.
Всього було випущено близько 130 номерів.

## Дописувачі
У виданні, як правило розміщували поезії, оповідання, казки українських літераторів, зокрема Юрія Федьковича, Сидіра Воробкевича, Євгенії Ярошинської, Степана Коваліва тощо.
Постійною дописувачкою «Бібліотеки» була Леся Українка. А окремі її твори були вперше опубліковані саме в цьому виданні. Зокрема:
- «Лелія» — 1891 р., № 2, стор. 18 — 23; № 3, стор. 34 — 40.
- «Тішся, дитино, поки ще маленька» — 1891, № 3, стор. 33 (у «Бібліотеці» вірш був опублікований під назвою «До руской дитини»).

У виданні друкувалоись також багато популярно-освітніх статей. Окремі з яких писав сам О.Попович.

## Закриття проекту
Протягом 1894-1896 р.р. видання виходило під назвою «Ластівка». Було вже не періодичним, а окремими випусками. Крім О.Поповича, редактором також був о. Євген (Семака).
Тільки 1911-го року «Руською Бесідою» проект було відновлено у повному обсязі, як місячник. Видання цього періоду називалося «Читальня». Редагувалося — О.Поповичем, Т.Бриндзаном, М.Кордубою.
З початком Першої світової війни випуск «Бібліотеки» припинився.